# بخش دوبروفسکی
بخش دوبروفسکی (به لاتین: Dubrovsky District) یک منطقهٔ مسکونی در روسیه است که در استان بریانسک واقع شده‌است.